# Alcuferstadion
Het Alcuferstadion is een voetbalstadion in de Hongaarse stad Győr, waar Gyirmót FC Győr zijn thuiswedstrijden speelt. Het stadion, dat vroeger ook gekend was als Ménfői úti stadion (naar de straat waaraan het gelegen is), biedt plaats aan 4500 toeschouwers.